# Life
Pour les articles homonymes, voir Life (homonymie).
Life (généralement typographié LIFE) est un magazine américain hebdomadaire de 1883 à 1972 puis mensuel de 1972 à 2000, publié d'abord en tant que magazine d'intérêt général et d'humour, avec un fort accent sur le photojournalisme. Extrêmement présent dans la culture populaire du XXe siècle, il a employé les plus grands photographes de son temps et a participé à l'émergence du phénomène de star-système.

## Historique

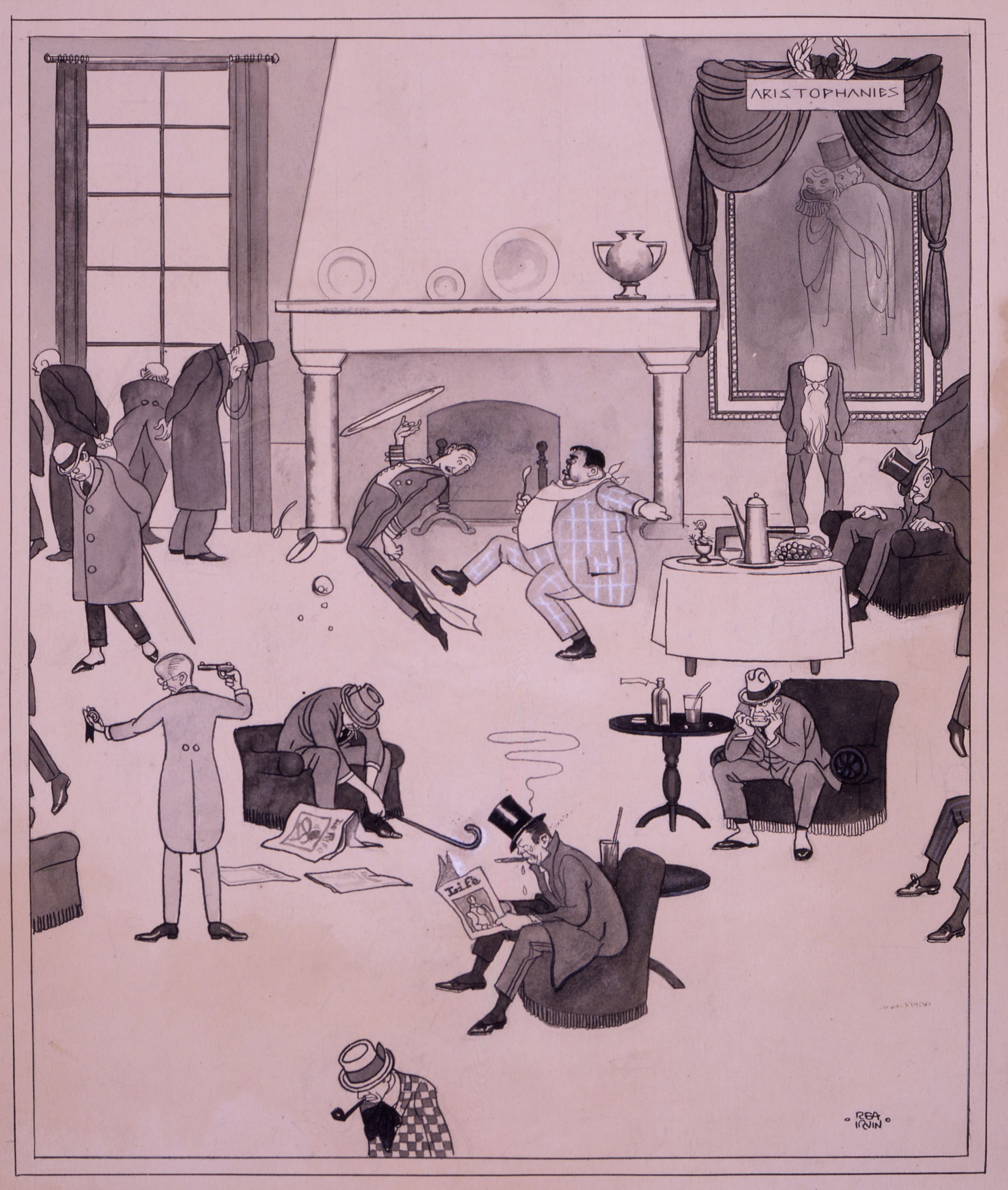
Le club des humoristes professionnels, dessin de Rea Irvin de 1914, publié dans le magazine Life le 22 octobre 1914.

À l'origine, Life est un magazine d'humour à petit tirage. Maxfield Parrish composa plusieurs couvertures dans les années 1920.
En 1936, le fondateur du magazine Time, Henry Luce, le rachète dans l'unique but d'acquérir les droits juridiques sur le nom. Il le relance ensuite dans le rôle de magazine hebdomadaire de nouvelles, avec un fort accent sur le photojournalisme. Le premier magazine de la nouvelle formule paraît le 23 novembre 1936 avec en une la Margaret Bourke-White photo des travaux du barrage de Fort Peck (Montana).
Life est publié chaque semaine jusqu'en décembre 1972, puis comme magazine intermittent « spécial » jusqu'en 1978 (deux fois par mois), et enfin comme mensuel de 1978 à 2002, excepté pendant une partie de la guerre du Golfe (1990-1991) où il retrouve sa périodicité hebdomadaire.
En 2002, la publication cesse une première fois. Elle reprend en octobre 2004 sous forme hebdomadaire, comme supplément à des quotidiens américains (plus de 70 journaux, soit un public de plus de 12 millions de lecteurs). Le 20 avril 2007, la publication sur papier est arrêtée définitivement, mais la marque survit sur Internet et en tant qu'éditeur de livres de photographies
En 2024, le célèbre logo rouge et blanc de Life va faire son véritable retour. L’emblématique magazine américain, grand titre du XXe siècle reconnu pour ses photos et qui n’est aujourd’hui accessible que pour ses archives, va être ramené à la vie par la mannequin et femme d’affaires Karlie Kloss.

## Concept

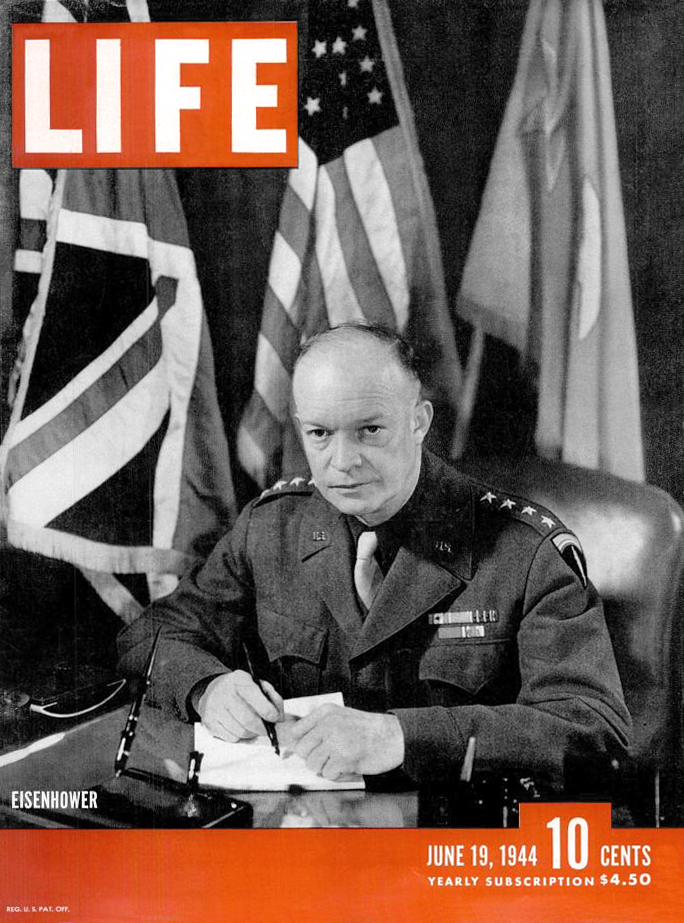
Couverture de Life du 19 juin 1944 avec le général américain Dwight D. Eisenhower.

Le principe des fondateurs de Life est de mettre l'accent sur l'image photographique, ce qui révolutionne le journalisme. Pour couvrir un événement important, Henry Luce n'envoyait pas un mais plusieurs photographes et élaborait soigneusement une maquette accrocheuse. La photographe portraitiste Gisèle Freund cite comme opération la plus marquante du magazine les funérailles de Winston Churchill en 1965, avec une planification détaillée des chambres à louer pour disposer de bons angles de vue sur le cortège funèbre, un avion spécial qui — durant le trajet transatlantique — assure le développement photographique, les ébauches de maquettes et une bibliothèque consacrée à l'ex-premier ministre, pour avoir un numéro prêt à imprimer dès l'arrivée sur le tarmac.
Alfred Eisenstaedt et Margaret Bourke-White sont les deux plus célèbres photographes employés par Life, mais bien d'autres photojournalistes ont vu leurs images publiées par Life, tels que Robert Capa, Bernard Hoffman, Lee Miller, Mark Shaw, Grey Villet ou Burk Uzzle, qui fut, en 1962, à 23 ans, le plus jeune photographe à obtenir un contrat du célèbre magazine.
La philosophie du magazine Life a inspiré la création du magazine français Paris Match (1949).
Le roman d'Ernest Hemingway Le Vieil Homme et la Mer (1952) y est publié avant son impression en livre.
Le numéro du 27 juin 1969 inclut une douzaine de pages avec les photos des 242 soldats américains tués en une semaine pendant la guerre du Viêt Nam.
En 1999, le magazine Life a publié une liste des 100 personnalités les plus importantes du deuxième millénaire (LIFE 100 most important people of the second millennium)
Cette liste a fait l'objet de nombreuses critiques. Il lui a été reproché, entre autres, de focaliser sur le monde occidental et de mêler à des personnalités de renommée mondiale des Américains quasiment inconnus en dehors des États-Unis.[réf. nécessaire]
En 2008, des millions de photographies du magazine sont mises en ligne en libre consultation par Time Warner et Google.

## Dans la culture populaire
Dans le film La Vie rêvée de Walter Mitty (2013), l'acteur Ben Stiller interprète un employé responsable du développement sur pellicule de Life alors que le magazine s'apprête à publier son dernier numéro papier, avant de passer au format numérique sur Internet.

## Exposition patrimoniale
- « LIFE Magazine and the Power of Photography », Museum of Fine Arts Boston, du 9 octobre 2022 au 16 janvier 2023[4]